# Hercostomus rubroviridissimus
Hercostomus rubroviridissimus är en tvåvingeart som beskrevs av Negrobov 1977. Hercostomus rubroviridissimus ingår i släktet Hercostomus och familjen styltflugor. Inga underarter finns listade i Catalogue of Life.